# Kathy Gordon
Kathy Gordon (* 18. Juli 1967 in Nanaimo) ist eine ehemalige kanadische Eisschnellläuferin.
Gordon trat international erstmals bei den Juniorenweltmeisterschaften 1984 in Assen in Erscheinung, wobei sie den 33. Platz im Mini-Mehrkampf errang. In den folgenden Jahren belegte sie bei den Juniorenweltmeisterschaften 1985 in Røros den 20. Platz im Mini-Mehrkampf und bei den Olympischen Winterspielen 1988 in Calgary den 23. Rang über 5000 m. Zudem nahm sie von 1986 bis 1990 an 22 Läufen im Eisschnelllauf-Weltcup teil und erreichte im Februar 1989 in Calgary mit dem neunten Platz über 3000 m ihre beste Platzierung in dieser Rennserie.

## Persönliche Bestleistungen
| Disziplin | Zeit        | Datum             | Ort     |
| --------- | ----------- | ----------------- | ------- |
| 500 m     | 43,59 s     | 28. Januar 1989   | Calgary |
| 1000 m    | 1:26,38 min | 30. Dezember 1987 | Calgary |
| 1500 m    | 2:11,31 min | 4. Dezember 1987  | Calgary |
| 3000 m    | 4:31,91 min | 12. Februar 1989  | Calgary |
| 5000 m    | 7:53,30 min | 13. Februar 1988  | Calgary |